# Securitate civilă

Simbolul distinctiv internațional al apărării civile, definit prin legea International Humanitarian Law

Securitatea civilă sau apărarea civilă este un ansamblu de mijloace puse în aplicare de un stat, pentru a-și proteja cetățenii atât pe timp de pace cât și pe timp de război.